# アナ・タシュメトゥム・タクラク
アナ・タシュメトゥム・タクラク（Ana-Tashmetum-taklak、アッカド語: Ana-Tašmētum-taklākまたはAna-Tašmētu-taklak）は古代メソポタミア地方における新アッシリア帝国の王妃。ただ1つの碑文断片からのみ知られており、彼女の夫たる王が誰であったのか、明確に特定することはできない。彼女は名前がわかっている新アッシリア帝国の王妃の中で年代と夫が不明な唯一の人物である。様々な説が提案されているが、問題の最も少ない仮説はアッシリア帝国の最後期の王、アッシュル・エティル・イラニ（在位：前631年-前627年）またはシン・シャル・イシュクン（在位：前627年-前612年）いずれかの王妃であるとするものである。

## 碑文
アナ・タシュメトゥム・タクラクはニネヴェまたはタルビス近郊で発見された焼け焦げた石灰岩製の容器に書かれた碑文断片からのみ知られている。この容器はニネヴェで発見された可能性の方が高い。大英博物館で55-12-5, 252という登録番号が与えられたこの容器は（それが何なのか明確ではないが）特定の目的のために作られた浅皿である。そして碑文はこの容器の周縁部の平らな縁に書かれている。この皿の周縁部が半分しか現存していないため、この碑文が完全なものである（即ち容器の所有者を示しているだけである）のか、あるいは断片でありかつてはもっと長い文章であったのかは不明である。この碑文はジュリアン・E・リードとアン・シーライトによるアッシリアの石製容器の楔形文字碑文の編集と収集のプロジェクトの最中、2000年にアーヴィン・フィンクルによって初めて調査され、未知のアッシリア王妃を記録したものであると特定された。
この容器の碑文は次のように読める。
[šá (?) fa-na dtaš]-me-tu4-[tak]-lak mí.é.gal.
英訳からの重訳
王妃[アナ・タシュ]メトゥム・タクラク[のもの？]。

## 特定
現在のところアナ・タシュメトゥム・タクラクの夫たる王が誰であったのか特定することはできない。彼女は名前がわかっている新アッシリア帝国時代の王妃の中で夫と年代が不明な唯一の人物である。彼女の碑文がニネヴェまたはタルビスで発見されたことから、彼女が生きた年代はセンナケリブ（在位：前705年-前681年）の治世以降であることがわかる。これはニネヴェがアッシリア帝国の首都となり、またタルビスに王太子の居館が建てられたのがセンナケリブの治世以降のみであることによる。様々な人物によってニネヴェが首都であった時代の全ての王について、彼女の夫であるという説が出されている。フィンクルの当初の仮説ではサルゴン2世（在位：前722年-前705年）、エサルハドン（在位：前681年-669年）、アッシュルバニパル（在位：前669年-前631年）、アッシュル・エティル・イラニ（在位：前631年-前627年）、シン・シャル・イシュクン（在位：前627年-前612年）等の王妃であるとされている。
頻繁に採用されている仮説はアナ・タシュメトゥム・タクラクがアッシュル・エティル・イラニまたはシン・シャル・イシュクンの王妃であり、最後期のアッシリア王妃の1人であったという説である。アッシュル・エティル・イラニとシン・シャル・イシュクンはいずれも結婚していたことがわかっている。彼らの王妃たちは双方とも行政文書によって存在が証明されているが、発見されている碑文の中に彼女たちの名前は記録されていない。

### 問題のある仮説
- サルゴン2世の王妃：アナ・タシュメトゥム・タクラクがサルゴン2世の王妃であるとする場合、彼女はサルゴン2世の2番目の王妃であり（アタリア（英語版）の前、または後にサルゴン2世と結婚した）センナケリブの母であったこと、および彼女が夫の死後も生きていたことを意味する[3][6][7]。この仮説には3つの問題がある。第1に王の死後に王妃の地位は残されていなかったと見られることである[9]。第2の問題は2014年に発見された碑文でセンナケリブの母の名がライマ（Ra'īmâ）であることが明確に特定されていることである[10]。第3にもし彼女がセンナケリブの母であった場合、彼女にはummi šari（「王母」）という称号が適切であったであろう。この称号の存在はセンナケリブの治世中に初めて確認されており[9]、王妃（「宮廷夫人」）の通常の称号ではない。
- センナケリブの王妃：アナ・タシュメトゥム・タクラクがセンナケリブの最初の王妃であり、恐らくはより知られている彼の妻タシュメトゥ・シャラト以前に彼と結婚しており年長の子供たちの母親であった可能性はある[7]。この説は編年の再構成とセンナケリブの数多くの関係性の再建が困難であることで悪名高い。彼は少なくともタシュメトゥ・シャラト（彼女は前694年頃まで王妃であったことか証明されている）とナキアという2人の配偶者を持っていたことがわかっている。ナキアはセンナケリブの後継者エサルハドン（前713年頃出生）の母であり、エサルハドン治世中に権勢を振るった（彼女がセンナケリブの治世中を通して生きていたことを示す）が、実際には王妃の称号は帯びていなかったかもしれない。アッシュル市で発見された石碑でセンナケリブの名前に別の女性の名前が伴っているため、センナケリブに3人目の配偶者が存在したことを主張する者もいる。この名前の部分は削られており、タシュメトゥ・シャラトもしくはナキアという形に再構成できない可能性がある。このことは、この碑文がエサルハドン治世中に破壊されたものであり、この女性がセンナケリブの息子であり父を暗殺したアルダ・ムリッシの母であったことを示すかもしれない。しかし、この碑文の断片にはいかなる称号も含まれておらず、「王妃（mí.é.gal）」という単語を再構成することができるような痕跡もない[11]。
- エサルハドンの王妃：アナ・タシュメトゥム・タクラクをエサルハドンの王妃とする場合、彼女はエサルハドンの最初の王妃エシャラ・ハンマトの死後に結婚した2番目の王妃でなければならない[3][6]。アナ・タシュメトゥム・タクラクの石製容器の出所はエサルハドンと彼女の関係を示すかもしれないが[4]、文書記録では、エサルハドンはエシャラ・ハンマトが前672年に死亡した後は再婚しなかったことと、彼の治世の最後の4年間はアッシリアに王妃が存在しなかったことが示されている。前672年以後の王宮の役人リストには「王母」（即ちナキア）と王太子（即ちアッシュルバニパル）に使役されていた複数の役人が含まれているが、王妃に仕える役人はそこにいない。このことは、この当時には王妃の義務と責任が王母ナキアによって勤められていたことを意味するであろう[12]。
- アッシュルバニパルの王妃：アナ・タシュメトゥム・タクラクがアッシュルバニパルの王妃であるとすることは、彼女がアッシュルバニパルの最初の、あるいは2番目の王妃であった（王妃リッバリ・シャラトの前または後に結婚した）ことを意味する[3][6]。リッバリシャラトが通常はアッシュルバニパルの唯一の王妃であり最も重要な子供たちの母であったと見られていることから、アナ・タシュメトゥム・タクラクをアッシュルバニパルの王妃とすることには、問題がある[13]。リッバリ・シャラトはアッシュルバニパルが王位に就く前、恐らく前672年に結婚しており[12]、前653年の美術作品に登場している[14][15]。アッシュルバニパルの息子にして後継者のアッシュル・エティル・イラニは王位を継承した前631年には既に成人しており、前660年頃には後継者に任じられていた可能性もある[16]。もし、アッシュル・エティル・イラニがリッバリ・シャラトの息子であるならば、リッバリ・シャラトはアッシュルバニパル死亡時に存命であったはずである。これは彼の治世中の文書が「王母」に言及しているためである[8]。